# Rochet Frères

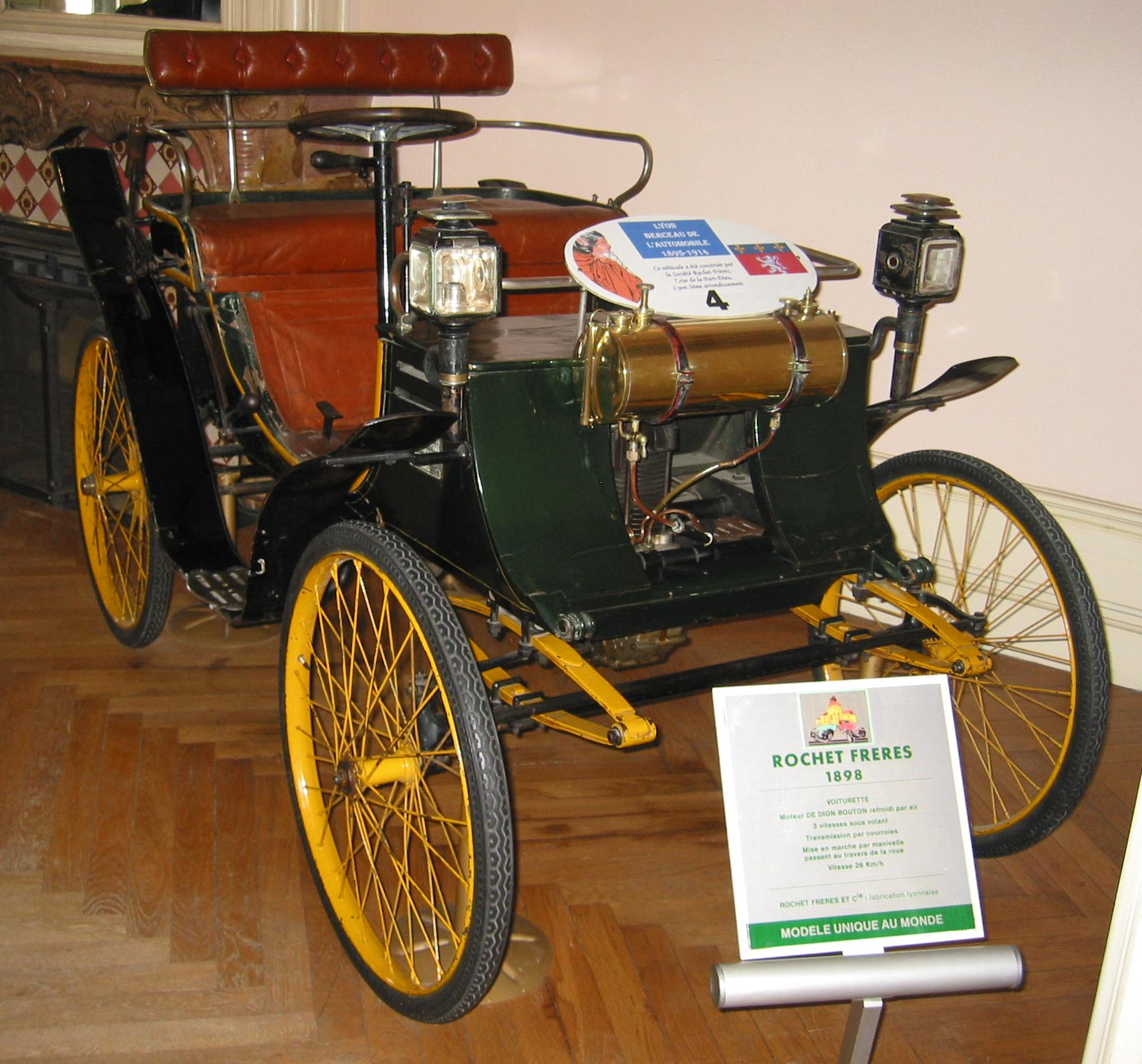
Rochet Frères 1898

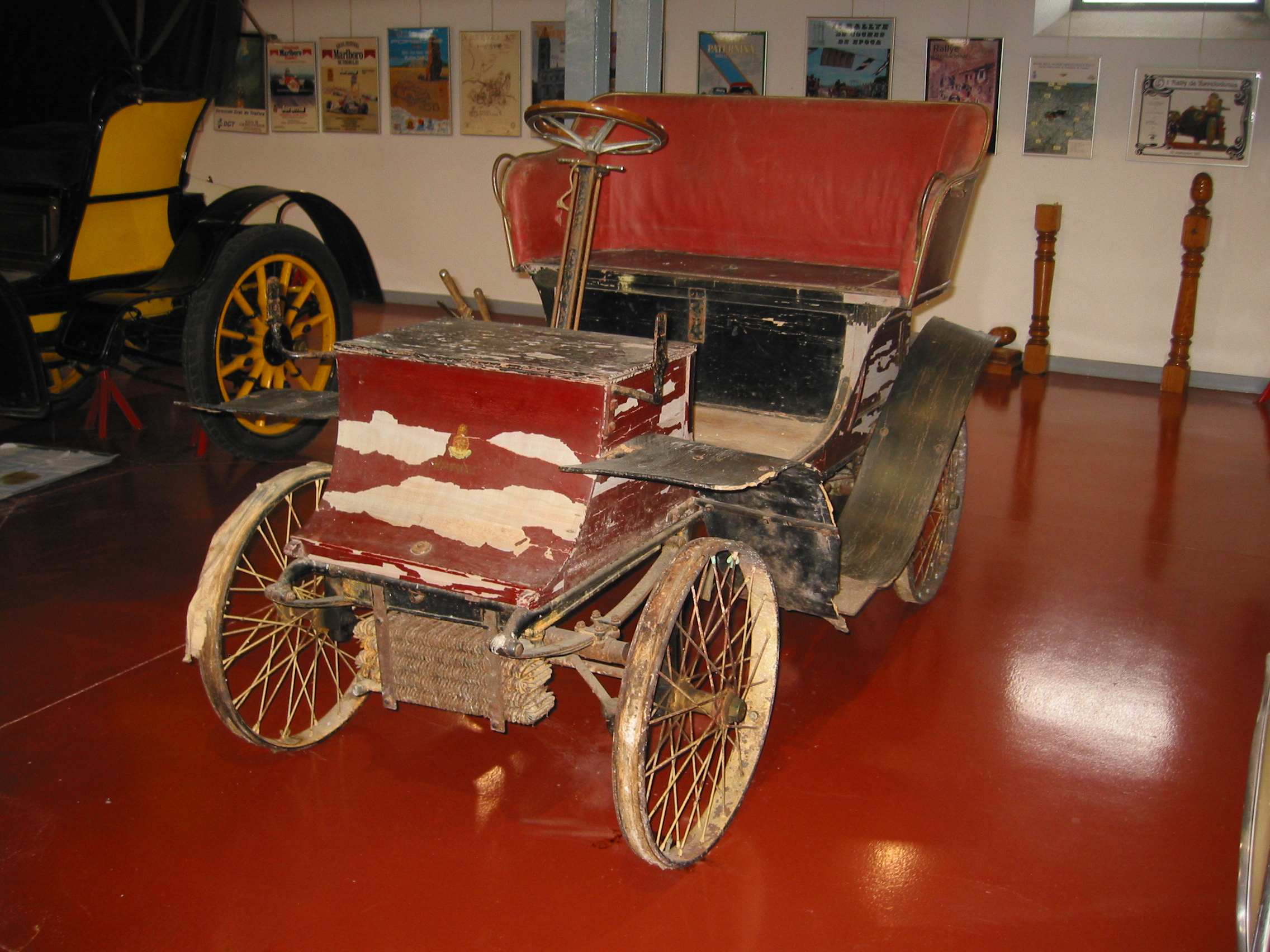
Rochet Frères, angeblich von 1903

Rochet Frères & Cie war ein französischer Hersteller von Automobilen.

## Unternehmensgeschichte
Das Unternehmen aus Lyon begann 1898 mit der Produktion von Automobilen. Der Markenname lautete Rochet oder Rochet Frères. 1901 endete die Produktion. Es bestand keine Verbindung zur Société Rochet aus Paris, die zu der Zeit ebenfalls Automobile unter dem Markennamen Rochet anbot.

## Modelle
Das einzige Modell 4 ½ CV besaß einen Einzylindermotor von De Dion-Bouton. Der Motor war im Heck montiert. Das Getriebe verfügte über drei Gänge. Es gab die Karosserieformen Zweisitzer und Vis-à-vis.
Fahrzeuge dieser Marke sind im Museo de la Fundación Cultural RACE in San Sebastián de los Reyes und im Musée Henri Malartre in Rochetaillée-sur-Saône zu besichtigen.